# Melanagromyza insignita
Melanagromyza insignita är en tvåvingeart som beskrevs av Spencer 1966. Melanagromyza insignita ingår i släktet Melanagromyza och familjen minerarflugor. Inga underarter finns listade i Catalogue of Life.